# Kenny Simms
Kenneth Simms, detto Kenny (Bronx, 4 agosto 1986), è un cestista statunitense, professionista in Europa, Asia e America.

## Carriera
Dopo gli anni del college trascorsi tra Florida International, Missouri-Kansas City (NCAA) e Cumberland (NAIA), intraprende la sua carriera professionistica giocando per un breve periodo in Lituania con il Sūduva, prima di tornare nella ABA americana con la maglia dei Maryland Marvels. Nel 2010 torna in Europa, questa volta in Romania, dove gioca con il SCM Craiova fino ad aprile, quando lascia la squadra. In questa stagione viene anche selezionato per partecipare all'All-Star Game rumeno. In estate è poi di scena in Cina con il Ningxia Hanas.
I due anni successivi gioca in Svezia con il Södertälje, dove vince il campionato e esordisce in EuroChallenge. In estate passa in Uruguay con il Club Atlético Welcome e poi in Belgio con il Liège Basket, con cui trascorre la stagione successiva.
Il 12 luglio 2014 firma in Francia a Boulogne-sur-Mer, ma poco dopo viene tagliato per far posto al nigeriano Aloysius Anagonye, trovando una nuova squadra in Finlandia, dove trascorre la stagione con il KTP-Basket. Il 9 ottobre 2015, dopo una breve parentesi nella Repubblica Dominicana con i Soles de Santo Domingo, approda in Italia, sostituendo Bryan Davis alla Pallacanestro Mantovana in Serie A2. Il 7 aprile 2016, con 17 punti e 17 rimbalzi, viene eletto MVP della 27ª giornata di A2.
Nell'estate del 2016 torna nella Repubblica Dominicana questa volta con gli Indios de San Francisco, per poi passare prima in Giappone (Gunma Crane Thunder) e da ottobre in Ungheria, dove firma fino al termine della stagione con il Kaposvár. L'8 agosto 2017 viene annunciato il suo ritorno al KTP-Basket. A febbraio la sua squadra, dopo aver mantenuto una media di 15,7 ppg, lo scambia al Kataja Basket Club, militante nello stesso campionato, ricevendo Tim Williams. Il 23 aprile approda poi in Francia, firmando per il Quimper, militante nella Pro B, per sostituire l'infortunato Kammeon Holsey. Il 3 luglio 2018 firma nei Paesi Bassi al Leida.

## Palmarès

### Squadra
- Basketligan: 1

Södertälje: 2012-13